# Торгівля інків
Торгівля інків — система натурального обміну товарами сільського господарства, скотарства, виробами кераміки, металургії як в середнині імперії Тауантінсую та з народами та племенами, що не входили до інкської держави.

## Внутрішня торговля
Торгівля була державною та місцевою, з яких переважала остання. Володарі та знать менше залежали від внутрішньої торгівлі на відміну від громад-айлью. Разом з тим у захоплених інками держав зберігалися старовинні громади торгівців. У гірській частині колишньої держави Кіту діяли група торгівці-міндала. Останні утворювали замкнуту корпорацію і користувалися правом екстериторіальності, перетинаючи державні і племінні кордони від західної Амазонії до Тихоокеанського узбережжя. Проте їх права та можливості Сапа Інкою поступово обмежувалися.

### Кату
Накопичення значних запасів продуктів праці в різних галузях економіки держави, пов'язане зі значним розширенням кордонів імперії. У зв'язку з цим за наказом першого імператора Інки Пачакутека з'являються перші базари, що мали заву «кату». Вони регулярно влаштовувалися у великих селах і містах імперії через кожні 9 днів. Кату були місцем, де здійснювався обмін, оскільки в імперії інків гроші були відсутні. На кату мешканці держави збиралися з самих різних куточків країни. Нерідко вони несли товар на власній спині, іноді вироби доставляли цілі каравани лам.
Особливо жваво на базарах обмінювалися продукти з гірських провінцій на продукти рівнинних районів імперії: вовну обмінувалася на бавовну, ткачі в результаті обміну отримували від мешканців узбережжя фарбувальні речовини і неорганічні морилки. У Куско і взагалі в гори з узбережжя поставлялися настільки улюблені інками морські водорості та мушлі морських молюсків, що високо цінувалися. Звідти надходила також в'ялена морська риба й тропічні прянощі. З джунглів Амазонки на базари в горах привозили красиві пір'я папуг, доставляли дичину, каучуковий латекс і різні ліки, отримані з рослин, зокрема популярний хінін.
На момент приходу іспанських конкістадорів інкські базари-кату стали одним з основних центрів надзвичайно широкорозгалуженої мережі внутрішньої торгівлі імперії Тауантінсую.

## Зовнішня торгівля
Значимість і обсяг зовнішньої торгівлі були незрівнянно меншими від внутрішньої торгівлі. Це було пов'язано з тим, що потреби населення, знаті та правлячої династії та самого імператора здебільшого задовольняли існуючі галузі господарства держави. Мешканці долини Чінча спеціалізувалися на морській торгівлі, але перебували під державним контролем. Власною мережею зарубіжних зв'язків володіло місто Пачакамак, а також великі храми, але про це існує мало відомостей.
З часом імперія інків, особливо в останній період свого існування, все ж посилала невеликі групи торговців-«катукамайоків» за кордон. У закордонні торгові походи катукамайоки вирушали з великими караванами лам, але частіше на своєрідних кораблях — бальсових плотах. Катукамайоки на цих плотах добирались до Центральної Америки, зокрема до бухти Нікоя в Коста-Риці, бували також на тихоокеанському узбережжі сучасного мексиканського штату Оахака.
Експортувалося за кордон: високоякісні тканини, золоті та срібні прикраси, посуд. Своєю чергою торговці привозили для знаті імперії вироби, яких в Тауантінсую бракувало і які вважалися предметом розкоші, а тому дуже високо цінувалися, зокрема мушлі морських молюсків Spondylus pictorum і Strombus galeatus. З держав муісків (території сучасного департаменту Чоко в Колумбії) торговці привозили прекрасні перли, а з інших районів цієї країни — смарагди, які тепер можна бачити на збережених інкських прикрасах.
Зовнішня торгівля мала класовий характер. Вона повинна була забезпечувати привілейовані верстви суспільства різними предметами розкоші, недоступними або навіть забороненими для простого народу. Таким чином, зовнішня торгівля ще більше сприяла підвищенню життєвого рівня інкської еліти.
Катукамайоки крім економічної функції грали роль розвідників-«чадаків». Вони вивчали внутрішнє становище тих територій, які ще не були приєднані до імперії, виявляли уразливі місця різних країн і племен для майбутнього захоплення їх військами Тауантінсую.